# 根尾村立松田小学校
根尾村立松田小学校 （ねおそんりつ まつだしょうがっこう）は、かつて岐阜県本巣郡根尾村（現・本巣市）に存在した公立小学校。

## 概要
- 根尾村東部が校区であった。1981年廃校。

## 沿革
- 1873年（明治6年） - 松田村に精華学校が開校。
- 1875年（明治8年）10月 - 松田村、下大須村、上大須村が合併し、大松村が発足。同時に大松学校に改称する。
- 1878年（明治11年） - 新築移転。
- 1883年（明治16年） - 大松村が分立し、松田村、下大須村、上大須村となる。同時に松田学校に改称する。校舎を全焼（11月）。
- 1884年（明治17年） - 校舎を再建（2月）。東根尾村第四分校に改称する。
- 1885年（明治18年）4月 - 松田学校に改称する。
- 1886年（明治19年） - 松田簡易科小学校に改称する。
- 1891年（明治24年） - 松田尋常小学校に改称する。小鹿分教場を設置。濃尾地震の落石により、校舎が半壊。仮修復で授業を再開。
- 1897年（明治30年）4月1日 - 小鹿村、松田村、上大須村、下大須村、板所村、板屋村、口谷村、奥谷村が合併し、東根尾村が発足。
- 1904年（明治37年）4月1日 - 東根尾村、中根尾村、西根尾村が合併し、根尾村が発足。新築移転。
- 1905年（明治38年） - 小鹿分教場を廃止。
- 1941年（昭和16年）4月1日 - 松田国民学校に改称する。
- 1947年（昭和22年）4月1日 - 根尾村立松田小学校に改称する。根尾中学校松田分校を併設。
- 1966年（昭和41年）3月 - 根尾中学校松田分校を廃止。
- 1970年（昭和45年）4月 - 大須小学校を統合する。旧・大須小学校を大須分校とする。
- 1974年（昭和49年）3月 - 大須分校を廃止。
- 1981年（昭和56年）3月 - 樽見小学校に統合され、廃校。